# روبير بادانتير
روبير بادانتير، وُلد في 30 مارس 1928 في باريس، هو سياسي وعالم قانون وكاتب فرنسي.
كان أستاذًا في القانون الخاص ومحاميًا في نقابة باريس، اشتهر بمعركته ضد عقوبة الإعدام التي دافع عن إلغائها أمام البرلمان في عام 1981.
كان قريبًا من فرانسوا ميتران، وهو عضو في الحزب الاشتراكي، وتولى مناصب متعددة بما في ذلك وزير العدل من عام 1981 إلى عام 1986، ثم رئيس المجلس الدستوري من عام 1986 إلى عام 1995. وكان أيضًا عضوًا في مجلس الشيوخ عن منطقة هوت دو سين من عام 1995 إلى عام 2011.
طوال مشواره السياسي، دعم إعادة إدماج السجناء، ودعم سلسلة من التغييرات في قانون العقوبات، بالإضافة إلى مواقفه ضد معاداة السامية ومعاداة المثلية الجنسية.

## السيرة الذاتية
والد روبير بادانتير، سامويل الذي يُلقب بسيمون، وُلد عام 1895 ووصل إلى فرنسا في عام 1919. ينحدر من عائلة يهودية من بيسارابيا (منطقة تيلينيشتي). في عام 1920، التحق بدورة دراسات التجارة في جامعة نانسي حيث حصل على شهادة مهندس تجاري. انتقل إلى العمل كتاجر جلود بالجملة في باريس (في شركة باريس-نيويورك) وعاش في حي تريفيز. تزوج في 7 يونيو 1923 في فونتيناي-سو-بوا، من شيفرا (الملقبة بشارلوت) روزنبرغ، التي تنحدر مثله من بيسارابيا. أُقيمت الزيجة الدينية في كنيس ناصريت في الحي الثالث من باريس. جُنيسا كفرنسيين في يناير 1928. ولد ابنهما روبير بعد بضعة أسابيع.
من عام 1936 حتى ديسمبر 1940، درس روبير بادانتير في مدرسة جانسون دي سايلي في باريس.
جدته (إديس) توفيت بسبب السرطان في باريس في عام 1942. اعتقل والده، سيمون بادانتير، من قبل الجيش الألماني في شارع سان كاترين في ليون في 9 فبراير 1943. كان روبير، في سن 14 عامًا آنذاك، قريبًا من أن يعتقل أيضًا. رحل سيمون من معسكر درانسي مع القافلة رقم 53 في 25 مارس 1943. توفي بعد فترة قصيرة في معسكر سوبيبور.
من مارس 1943 حتى أغسطس 1944، لجأ روبير بادانتير، ووالدته شارلوت روزنبرغ، وشقيقه كلود بادانتير إلى كوجنان في ضواحي شامبيري، حيث انضم إلى مدرسة فوجالاس بأسماء مستعارة تحت اسم برتيه.
أكمل روبير بادانتير دراسته العليا في كليات الآداب والقانون في جامعة باريس، حيث حصل على درجة الليسانس في الآداب في عام 1947 ودرجة الليسانس في القانون في عام 1948. حصل على منحة من الحكومة الفرنسية لاستكمال دراسته في الولايات المتحدة وحصل على درجة الماجستير في الفنون من جامعة كولومبيا في عام 1949.
من عام 1957 إلى عام 1965، كان متزوجًا من الممثلة آن فيرنون. في عام 1966، تزوج في الزواج الثاني من الفيلسوفة والكاتبة إليزابيث بلوستين بلانشيه، ابنة مارسيل بلوستين بلانشيه، مؤسس شركة بوبليس، وصوفي فيلان، وهي حفيدة النائب الاشتراكي والجمهوري إدوارد فيلان. لديهما ثلاثة أطفال معًا.

### الحياة المهنية

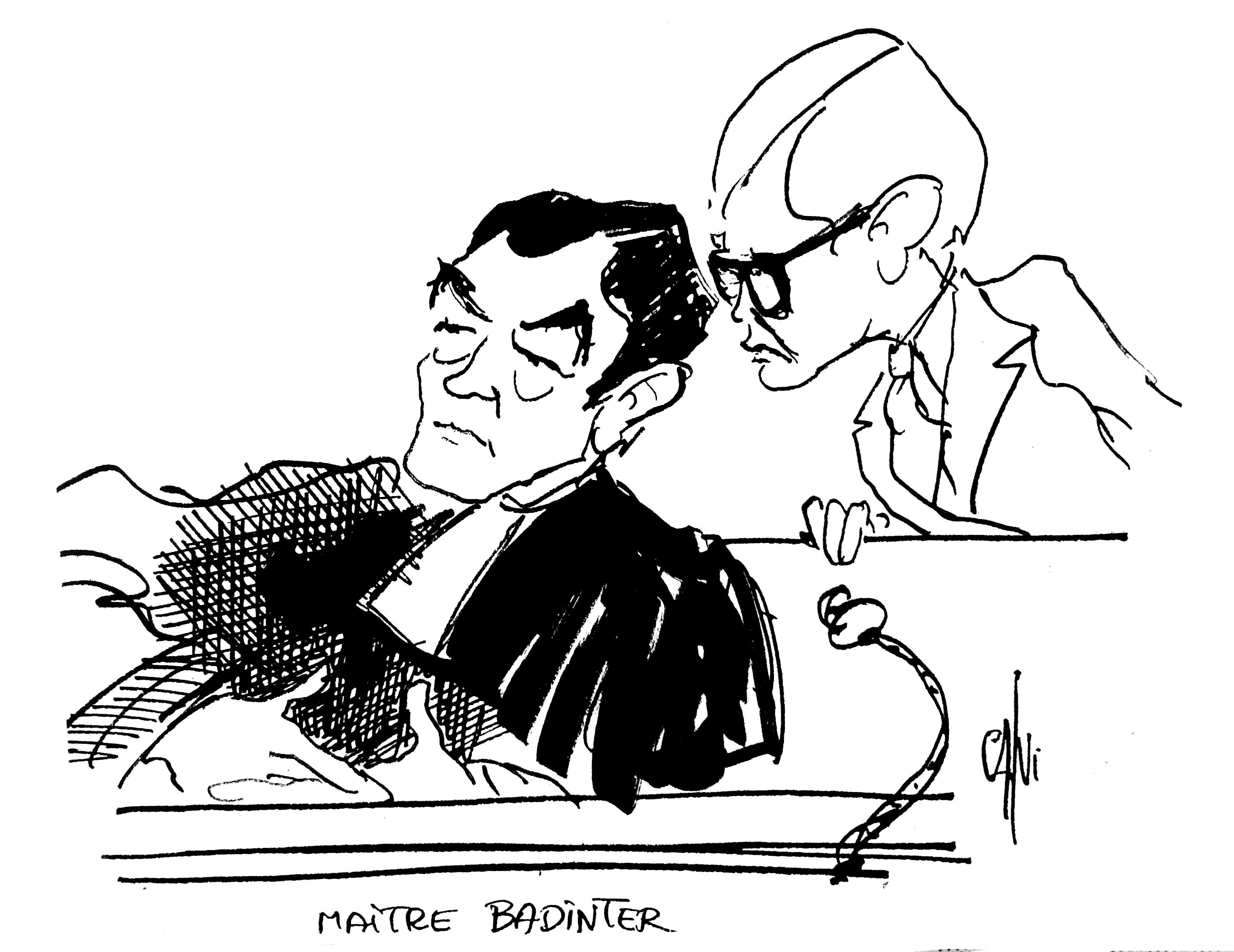
روبير بادينتر وباتريك هنري أثناء المحاكمة في يناير 1977. (رسم محكمة كالفي).

بعد عودته إلى فرنسا، سجل روبير بادانتير نفسه كمحام في نقابة باريس في عام 1951 وبدأ مسيرته المهنية كمساعد لهنري توريس. حصل على درجة الدكتوراه في القانون من كلية القانون في باريس في عام 1952 برسالة دكتوراه تناولت "نزاعات القوانين في مسائل المسؤولية المدنية في قانون الولايات المتحدة" تحت إشراف جان بولين نيبوييه.
في مايو 1963 في دكار، دافع عن وزير المالية السنغالي فالديوديو ندياي الذي اتُهم بـ "محاولة انقلاب" من قبل رئيس الجمهورية ليوبولد سيدار سينغور، في إطار الأزمة السياسية التي وقعت في ديسمبر 1962.
بعد نجاحه في اجتياز امتحان الأستاذية في القانون الخاص في عام 1965، أصبح أستاذًا ودرًّس في جامعات ديجون (1966) وبيزانسون (1968-1969) ثم في جامعة أميان (1969-1974) قبل أن يعيين في جامعة باريس الأولى في عام 1974، حيث قام بالتدريس في كلية الحقوق في السوربون حتى عام 1994 عندما أصبح أستاذًا فخريًا.
بجانب مسيرته الأكاديمية، أسس في عام 1965 مع جان دينيس بريدين مكتب المحاماة بادانتير، بريدين وشركاؤه، حيث عمل حتى توليه منصب في الحكومة في عام 1981. شارك في دفاع البارون إدوارد جان إمبان بعد اختطافه وعمل كمحام في مجال الأعمال (مثل كوكو شانيل، بوساك، تالك مورهانج، إمبان، الآغا خان، إلخ) بالإضافة إلى عمله في مجال القانون العام.
روبير بادانتير قد كان له دورًا مهمًا في معارك القضايا الجنائية وحقوق الإنسان في فرنسا خلال مسيرته المهنية. فيما يلي بعض الأحداث والقضايا الرئيسية التي تعامل معها:
1. دفاعه عن روجيه بونتيمس (1972): قام بادانتير بالدفاع عن روجيه بونتيمس، لكنه لم يتمكن من تجنب حكم الإعدام على عميله الذي اتُهم بالتواطؤ في جريمة قتل ممرضة وحارس في سجن كليرفو الوطني. هذا الحدث كان نقطة بداية مساره الطويل ضد عقوبة الإعدام.
2. دفاعه عن باتريك هنري (1976): شارك في دفاع باتريك هنري، الذي اتُهم بقتل صبي في السابعة من عمره. نجح بادانتير بمحاكمته في إنقاذه من عقوبة الإعدام وحُكم بالسجن المؤبد.
3. دفاعه في قضايا أخرى: قاد بادانتير بمعارك قانونية لتجنب عقوبة الإعدام للعديد من المتهمين في قضايا مختلفة مثل ميشيل بودين، محمد يحياوي، ميشيل روسو، جان بورتيه، نوربرت غارسو، وغيرهم.[20]
4. كتابه "L'Exécution" (1973): نشر بادانتير كتابًا بعنوان "التنفيذ" حول تجربته في محاكمات قضايا الإعدام ومحنة عمله.
5. دفاعه عن جيمي كونورز (1974): قاد دفاعًا غير ناجح ضد اللاعب الأمريكي جيمي كونورز بعدما مُنع من المشاركة في بطولة رولان غاروس للتنس بسبب عقده مع World Team Tennis.
6. دفاعه عن ماري كريستين فون أوبل (1980): دافع عن ماري كريستين فون أوبل، التي حكم عليها بالسجن لمدة خمس سنوات في قضية تتعلق بالمخدرات، وأُفرج عنها بمرسوم عفو صادر عن الرئيس فرانسوا ميتران بتوصية من بادانتير الذي أصبح وزير العدل في تلك الفترة.
7. دفاعه في قضية الطلك مورهانج (1979): دافع بادانتير عن هوبيرت فلاهو، مدير شركة جيفودان، في قضية الطلك مورهانج التي أسفرت عن وفاة العديد من الرضع.

### الحياة السياسية
روبير بادانتير كان لديه مسيرة سياسية مهمة في فرنسا بدءًا من منصب وزير العدل وحتى رئاسة المجلس الدستوري. المحطات الرئيسية في مسيرته السياسية:
1. وزير العدل (1981-1986): تولى منصب وزير العدل في الحكومة الفرنسية من يونيو 1981 حتى فبراير 1986. في هذا المنصب، قام بادانتير بتقديم مشروع قانون إلغاء عقوبة الإعدام أمام الجمعية الوطنية في سبتمبر 1981.
2. مبادرات قانونية: عمل على تنفيذ مشاريع قوانين متعلقة بحقوق الإنسان والعدالة، بما في ذلك إلغاء المحاكم الاستثنائية مثل محكمة الأمانة الدولة والمحاكم العسكرية في وقت السلم، وتمكين أي مواطن من تقديم شكوى أمام لجنة ومحكمة حقوق الإنسان الأوروبيين، وتعزيز الحريات الفردية وغيرها من المبادرات.[22]
3. رئيس المجلس الدستوري (1986-1995): عُيين بادانتير رئيسًا للمجلس الدستوري في مارس 1986، وتولى هذا المنصب حتى مارس 1995. في هذا الدور، قام بادانتير بتعزيز دور المجلس الدستوري كجهة فاعلة في مراقبة القوانين وحقوق الإنسان.[23]
4. مناصب أخرى: شغل مناصب مهمة في المجتمع المدني والعلاقات الدولية بما في ذلك رئيس المحكمة الأوروبية للتسوية والتحكيم لمنظمة الأمن والتعاون في أوروبا (OSCE).
5. التكريم: كُرّم روبير بادانتير من خلال تسمية عدة دفعات دراسية ومرافق أخرى باسمه.[24]

## الإجراءات السياسية

### إلغاء عقوبة الإعدام
معركته من أجل إلغاء عقوبة الإعدام بدأت بعد تنفيذ حكم إعدام روجيه بونتيم في 28 نوفمبر 1972. كان بونتيم شريكًا في جريمة احتجاز حارس وممرضة في سجن كليرفو الوسطي مع كلود بوفيه. خلال الهجوم ، قام بوفيه بقتل الحارس والممرضة بالذبح. حُدد أن بوفيه هو الجاني في القضية. ولكن قرر القضاة معاقبة كلاهما بالإعدام بناءً على مفهوم الجريمة المشتركة. هذا الحكم أثار غضب روبير بادانتير بشكل كبير لأنه تجاوز حتى قانون القصاص القديم. ومنذ تلك اللحظة تحول إلى مؤيد مصمم لإلغاء عقوبة الإعدام.
ومن هذا المنطلق، قبل بادانتير أن يدافع عن باتريك هنري. في يناير 1976، تم اختطاف الصبي الصغير فيليب برتران، البالغ من العمر ثمانية أعوام. بضعة أيام لاحقًا، تم اعتقال باتريك هنري من قبل الشرطة. أشار هو نفسه إلى مكان الصبي تحت سريره، حيث وجدوه ملفوفًا بغطاء. ما أثار استياء الرأي العام الفرنسي بشدة كان سلوك هنري خلال التحقيق قبل اعتقاله النهائي. بضعة أيام بعد اختطاف الطفل، اشتبه رجال الشرطة بالفعل في هنري ولكنهم، نظرًا لعدم وجود دليل، اضطروا إلى إطلاق سراحه. ثم قدم الجاني نفسه أمام الكاميرات ليقول لمن أراد سماعه أن مختطفي الأطفال وقتلة الأطفال يستحقون الإعدام. جنبًا إلى جنب مع روبير بوكيلون، قدم بادانتير الدفاع عن هنري. ووفقًا لاتفاقه مع بوكيلون الذي كان يركز في مدافعته على شخصية هنري، قدم روبير بادانتير محامون ضد عقوبة الإعدام بشكل رسمي. وقد استند إلى عبارة أثرت فيها رسالة بوفيه إلى الرئيس بومبيدو والتي كانت : "الإعدام ليس سوى أخذ إنسان وتقطيعه، وهو حي، إلى جزئين". نجا هنري من عقوبة الإعدام وأدين بالسجن المؤبد.
بين قضية باتريك هنري، الذي أدين في عام 1977، وإلغاء عقوبة الإعدام في عام 1981، تم تنفيذ إعدام شخصين (جيروم كارين وهميدا جاندوبي). نجح خمسة متهمين، دافع عنهم روبير بادانتير بين عامي 1977 و1980، بالنجاة من الإعدام. شارك بادانتير بنشاط في الحملتين الرئاسيتين لفرانسوا ميتراند (1974 و1981). وهذا الالتزام فتح له بشكل طبيعي أبواب فندق بورفالاي بصفته وزير العدل في حكومة بيير مورواي. واحدة من أولى الإجراءات التشريعية التي اتخذها كانت تقديم طلب من الجمعية الوطنية لإلغاء عقوبة الإعدام في فرنسا من خلال تقديم ودعم مشروع القانون الذي يهدف إلى إلغاء عقوبة الإعدام. تم اعتماد هذا المشروع من قبل الجمعية الوطنية في 18 سبتمبر 1981 (بأغلبية اليسار وبعض الأصوات من اليمين بما في ذلك جاك شيراك وفيليب سيغوان)، ثم من قبل مجلس الشيوخ في 30 سبتمبر 1981، وأصبح القانون رقم 81-908 في 9 أكتوبر 1981، وأصدر في اليوم التالي.
على الرغم من أن عقوبة الإعدام لم تعد موجودة في فرنسا وفي معظم دول أوروبا، فإن العديد من البلدان ما زالت تنفذها (خاصة الصين والولايات المتحدة). لهذا السبب، يواصل روبير بادانتير معركته. شارك بشكل خاص في المؤتمر العالمي الأول ضد عقوبة الإعدام الذي عُقد في ستراسبورغ من 21 إلى 23 يونيو 2001.
في 31 ديسمبر 2006، بعد تنفيذ حكم إعدام صدام حسين، قال روبير بادانتير إن هذا العمل يمثل "خطأ سياسي رئيسي". أولاً، من ناحية العدالة لجميع الجرائم التي لم يتم محاكمة الديكتاتور السابق بها. ثم، من منظور مستقبل العراق المظلم بالفعل، يعتبر أن هذا الإعدام قد يزيد من تفكك البلاد. وبالتالي، يرفض مفهوم "خطوة هامة نحو الديمقراطية" التي يمكن أن يمثلها موت صدام حسين بالنسبة لإدارة بوش.
دعم مشروع القانون الدستوري الذي يهدف إلى تضمين إلغاء عقوبة الإعدام في الدستور أمام مجلس الشيوخ في 7 فبراير 2007، مما يتيح لفرنسا التصديق على اتفاقيتين تجعل من المستحيل استعادة عقوبة الإعدام في فرنسا عبر قانون بسيط.
عُرض فيلم تلفزيوني بعنوان "الإلغاء" حول معركته ضد عقوبة الإعدام، استنادًا إلى كتابيه "التنفيذ" و "الإلغاء"، في جزئين على قناة فرنسا 2 في يناير وفبراير 2009، وظهر في دور روبير بادانتير الممثل شارلز بيرلينغ.

### حقوق المثليين
في 20 ديسمبر 1981، ألقى روبير بادانتير خطابًا أمام الجمعية الوطنية معلنًا عن المجتمع المثلي ودعمه لإزالة التمييز الذي كان موجودًا في القوانين المتعلقة بالعلاقات الجنسية.
بعد ستة أشهر من النقاشات، صوتت الجمعية الوطنية في 27 يوليو 1982 لصالح قانون 4 أغسطس 1982 الذي ألغى الفقرة الثانية من المادة 331 في القانون الجنائي. أُنشئت هذه الفقرة أثناء فترة نظام فيشي واستمرت بموجب الأمر الجمهوري للجمهورية الفرنسية المؤقتة في 8 فبراير 1945. حددت هذه الفقرة فارقًا في سن الرشد للعلاقات الجنسية، حيث حدد سن الرشد في 21 عامًا للعلاقات الجنسية بين أفراد من نفس الجنس، وتم تخفيضها إلى 18 عامًا في 1974. بينما كان سن الرشد للعلاقات الجنسية بين الأفراد من نفس الجنس مميزة بالنسبة للعلاقات الجنسية بين الأفراد من الجنسين المختلفين، حيث كان سن الرشد 13 سنة ثم 15 سنة.

### الاتفاقية الأوروبية لحقوق الإنسان
بتاريخ 2 أكتوبر 1981، ومع التصديق على المادة 25 من اتفاقية حقوق الإنسان الأوروبية، والتي تمنح الفرد الحق في تقديم شكوى فردية ضد فرنسا، أصبحت فرنسا جزءًا مكملًا للاتفاقية.

## مواقفه

### عن التبت والدالاي لاما
في عام 1989، شارك روبير بادانتير في حلقة من برنامج "أبوستروف" المخصصة لحقوق الإنسان، بحضور الدالاي لاما الرابع عشر. تحدث روبير بادانتير عن اختفاء الثقافة التبتية كـ "إبادة ثقافية" في التبت. وفي هذه السياق، وصف المقاومة التبتية السلمية بأنها "نموذجية". بعد ذلك، التقى روبير بادانتير بالدالاي لاما عدة مرات، بما في ذلك في عام 1998 حيث وصفه بأنه "بطل حقوق الإنسان"، وفي عام 2008 و 2009 حيث ألقى كلمة خلال مؤتمر في بيرسي. وكان روبير بادانتير عضوًا ونائبًا لرئيس "المجموعة الدولية لمعلومات حول التبت" في مجلس الشيوخ.

### دخول تركيا إلى الاتحاد الأوروبي
روبير بادانتير كان معروفًا بموقفه المعارض لانضمام تركيا إلى الاتحاد الأوروبي. يرى أن الوضع الجغرافي لتركيا ليس مناسبًا للاتحاد الأوروبي وأن دمجها لم يكن أحد أهدافه. يعتبر أن وجود حدود مشتركة بين أوروبا وتركيا، بالإضافة إلى جغرافيا تركيا التي تمتد إلى مناطق مثل جورجيا وأرمينيا وسوريا وإيران والعراق، يمكن أن يكون له تأثيرات سلبية على الاتحاد الأوروبي، خاصة في ضوء الأوضاع السياسية والأمنية في تلك المناطق. وبناءً على ذلك، كان بادانتير يعارض فكرة توسيع الاتحاد الأوروبي ليشمل تركيا ومناطق أخرى في شرق البحر الأبيض المتوسط.

### موريس بابون
في يناير 2001، خاض سيرج كلارسفيلد وروبير بادانتير نقاشًا حول إطلاق سراح موريس بابون، الذي أدين في عام 1998 بالسجن لمدة عشر سنوات بتهمة التواطؤ في جرائم ضد الإنسانية، وكان محاموه يطالبون بالإفراج عنه لأسباب صحية. في حين أن سيرج كلارسفيلد أشار إلى "قدوة تنفيذ العقوبة"، قال روبير بادانتير: "هناك لحظة يجب فيها أن تسود الإنسانية على الجريمة". ظهر التقرير الطبي الذي وصف موريس بابون بأنه "عاجز ومريض جداً" للكثيرين عندما غادر السجن في سبتمبر 2002 بمشيه. تمكن إطلاق سراح موريس بابون بفضل قانون "كوشنير" الصادر في 4 مارس 2002، الذي ينص على أن السجناء يمكن أن يتم إطلاق سراحهم إذا كانت حالتهم الصحية غير متوافقة بشكل دائم مع الاحتجاز. كان موريس بابون هو ثاني سجين في فرنسا يستفيد من هذا القانون. بعد ثلاث سنوات في السجن، قضى الخمس سنوات الأخيرة من حياته في منزله في جريتز أرمانفيلييه.

### القتل الرحيم
في سبتمبر 2008، عبّر روبير بادانتير عن تشككه فيما يتعلق بتجريم الإيثانازيا خلال جلسة اللجنة البرلمانية حول نهاية الحياة. وقال إن قانون 22 أبريل 2005 بشأن نهاية الحياة يُعتبر مرضيًا وأعلن أن "حق الإنسان في الحياة هو أول حقوق الإنسان ... ويشكل أحد أسس إلغاء عقوبة الإعدام في العصر الحديث".

### الاعتقال الأمني
أعلن روبير بادانتير موقفه ضد احتجاز السلامة، الذي يهدف في بعض الحالات إلى إيداع المجرمين في المستشفيات النفسية أو السجون بسبب خطورتهم المؤكدة والتي تُشخص من قبل أطباء نفسيين أو قضاة وليس بسبب الجرائم التي ارتكبوها.

عند التصويت على القانون في مجلس الشيوخ، شدد على أنه 
كان من الأفضل أن نبدأ بمشروع القانون السجني، الذي ننتظره بشغف. لو كنا في ديمقراطية هادئة - ودولتنا غالبًا ما تكون مضطربة - لما تصرفنا كما فعلنا، بعد قضية إيفرار.
ولاحظ، بعد أن طلب من معلقي الشؤون القضائية المتنوعين، أن قضية إيفرار ستكون فريدة من نوعها في ثلاثين عامًا. وأشار أيضًا إلى العديد من الانتقادات التي نالها هذا المشروع من قبل الأشخاص الذين سينفذونه.
في 23 فبراير 2008، تحدث بشدة في وسائل الإعلام للتنديد بقرار الرئيس الفرنسي نيكولا ساركوزي، الذي اتخذه في اليوم السابق، بشأن التشاور مع الرئيس الأعلى للمحكمة العليا بعد الرفض الجزئي من قبل المحكمة الدستورية لأحكام تتعلق بتنفيذ احتجاز السلامة للمجرمين الذين تمت معاقبتهم بالفعل. أعلن أنه "من الغريب أن نطلب من أعلى قاضي في فرنسا وسائل لتجاوز قرار من المجلس الدستوري، الذي يجب أن يلتزم به جميع سلطات الجمهورية، وفقًا للدستور نفسه".

## الأوسمة
رفض أي تمييز فخري من وسام جوقة الشرف الوطني (تمامًا مثل زوجته) ووسام الاستحقاق الوطني. ومع ذلك حصل على أوسمة الأجنبية:
- وسام توماش جاريجي ماساريك ( جمهورية التشيك) عام 2001.
- 8 سبتمبر(  مقدونيا) في عام 2006.